# Skinz
Skinz, bürgerlich Mohamed Ahmed, ist ein dänischer Sänger mit somalischen Wurzeln.

## Karriere
Skinz wurde 2012 erstmals bekannt, als er als Featuring auf Medinas Single Hvis bare Platz 39 der dänischen Musikcharts erreichte. Daraufhin nahm er 2014 eine EP mit dem Titel Byen sover aldrig auf. Die zugehörige Leadsingle Der findes ingen, wiederum in Zusammenarbeit mit Medina, erreichte Platz 20 in Dänemark. 2016 war er als Songwriter am Lied Bedre end Rihanna der Citybois beteiligt.
2017 und 2018 erschienen weitere erfolgreiche Singles. Daraufhin erhielt er 2018 einen Zulu Award als bester Newcomer. Sein Lied Jeg har en pige war außerdem als Hit des Jahres nominiert. Sein Debütalbum Ingen drama stieg im Juni 2018 auf Platz 5 der Charts ein.
Skinz lebt in Kopenhagen.

## Diskografie

### Alben
| Jahr | Titel       | Höchstplatzierung, Gesamtwochen, AuszeichnungChartsChartplatzierungen (Jahr, Titel, Platzierungen, Wochen, Auszeichnungen, Anmerkungen) | Anmerkungen                        |
| Jahr | Titel       | DK | Anmerkungen                        |
| ---- | ----------- | --- | ---------------------------------- |
| 2018 | Ingen drama | DK4 ×2Doppelplatin · (51 Wo.)DK | Erstveröffentlichung: 1. Juni 2018 |

### EPs
- 2014: Byen sover aldrig

### Singles als Leadmusiker
| Jahr | Titel Album                        | Höchstplatzierung, Gesamtwochen, AuszeichnungChartsChartplatzierungen (Jahr, Titel, Album, Platzierungen, Wochen, Auszeichnungen, Anmerkungen) | Anmerkungen                                              |
| Jahr | Titel Album                        | DK | Anmerkungen                                              |
| ---- | ---------------------------------- | --- | -------------------------------------------------------- |
| 2014 | Der findes ingen Byen sover aldrig | DK20 (1 Wo.)DK | Erstveröffentlichung: 3. Oktober 2014 feat. Medina       |
| 2016 | Er derude Ingen drama              | DK— GoldDK | Erstveröffentlichung: 16. Dezember 2016                  |
| 2017 | Jeg har en pige Ingen drama        | DK9 ×3Dreifachplatin · (22 Wo.)DK | Erstveröffentlichung: 3. Februar 2017                    |
| 2017 | I min zone Ingen drama             | DK27 Platin · (11 Wo.)DK | Erstveröffentlichung: 16. Juni 2017                      |
| 2017 | Jaloux Ingen drama                 | DK39 Gold · (1 Wo.)DK | Erstveröffentlichung: 22. September 2017                 |
| 2018 | Malibu Ingen drama                 | DK8 ×2Doppelplatin · (27 Wo.)DK | Erstveröffentlichung: 8. März 2018                       |
| 2018 | Ubesvaret opkald Ingen drama       | DK29 (2 Wo.)DK | Erstveröffentlichung: 6. April 2018                      |
| 2018 | Højre og venstre Ingen drama       | DK19 Platin · (9 Wo.)DK | Erstveröffentlichung: 1. Juni 2018 feat. Ericka Jane     |
| 2018 | Synger for mig –                   | DK9 Platin · (7 Wo.)DK | Erstveröffentlichung: 28. Dezember 2018 mit den Citybois |
| 2019 | Efter mig Parkour                  | DK26 Platin · (3 Wo.)DK | Erstveröffentlichung: 17. Mai 2019 Jimilian × Skinz      |
| 2020 | Glemmer alting Happy Place         | DK37 (1 Wo.)DK | Erstveröffentlichung: 27. März 2020 mit Faustix          |
| 2021 | Jeg kan lide din vibe –            | DK34 (2 Wo.)DK | Erstveröffentlichung: 9. April 2021 feat. Jimilian       |
| 2023 | Alfabet (ABC) –                    | DK38 (3 Wo.)DK | Erstveröffentlichung: 24. März 2023                      |
| 2023 | 00’er pige –                       | DK21 Platin · (7 Wo.)DK | Erstveröffentlichung: 19. Mai 2023                       |

Weitere Singles
- 2025: Åboulevarden (DK: Gold)

### Singles als Gastmusiker
| Jahr | Titel Album                           | Höchstplatzierung, Gesamtwochen, AuszeichnungChartsChartplatzierungen (Jahr, Titel, Album, Platzierungen, Wochen, Auszeichnungen, Anmerkungen) | Anmerkungen                                              |
| Jahr | Titel Album                           | DK | Anmerkungen                                              |
| ---- | ------------------------------------- | --- | -------------------------------------------------------- |
| 2012 | Hvis bare For altid (Special Edition) | DK39 (1 Wo.)DK | Erstveröffentlichung: November 2012 Medina feat. Skinz   |
| 2017 | Legende –                             | DK7 Platin · (6 Wo.)DK | Erstveröffentlichung: 1. Juni 2017 Gulddreng feat. Skinz |

Weitere Lieder
- 2022: Spotlight (DK: Gold)

## Belege
1. 1 2  http://underholdning.tv2.dk/2018-01-31-her-er-alle-vinderne-af-zulu-awards-18
2. ↑  http://web.archive.org/web/20140322085204/http://universal.dk/tag/skinz/
3. ↑  https://www.discogs.com/de/Citybois-Bedre-End-Rihanna/release/8698792
4. ↑  https://www.facebook.com/pg/SkinzMusic/about/
5. 1 2 3  Chartquellen: DK
6. ↑  Auszeichnungen für Musikverkäufe: DK

| Personendaten    | Personendaten                    |
| ---------------- | -------------------------------- |
| NAME             | Skinz                            |
| ALTERNATIVNAMEN  | Ahmed, Mohamed (wirklicher Name) |
| KURZBESCHREIBUNG | dänischer Sänger                 |
| GEBURTSDATUM     | 20. Jahrhundert                  |